# Saison 1 de New York 911
Chronologie
Saison 2
Cet article présente le guide des épisodes de la première saison  de la série télévisée New York 911 (Third Watch).

## Distribution de la saison

### Acteurs principaux
- Jason Wiles (VF : Ludovic Baugin) : NYPD Officer Maurice « Bosco » Boscorelli
- Coby Bell (VF : Olivier Cordina) : NYPD Officer Tyrone « Ty » Davis, Jr.
- Skipp Sudduth (VF : Bruno Carna) : NYPD Officer John « Sully » Sullivan
- Anthony Ruivivar (VF : Luc Boulad) : FDNY Paramedic Carlos Nieto
- Eddie Cibrian (VF : Alexis Victor) : FDNY Firefighter / Lieutenant James « Jimmy » Doherty
- Bobby Cannavale (VF : Patrice Baudrier) : FDNY Paramedic Roberto « Bobby » Caffey
- Molly Price (VF : Marjorie Frantz puis Sophie Lepanse) : NYPD Officer / détective Faith Yokas
- Kim Raver (VF : Brigitte Berges) : FDNY Paramedic Kimberly « Kim » Zambrano
- Michael Beach (VF : Frantz Confiac) : FDNY Paramedic Monte « Doc » Parker

### Acteurs récurrents
- Chris Bauer (VF : Jean-François Pagès) : Frederick « Fred » Yokas, mari de Faith
- Derek Kelly : FDNY Firefighter Derek « DK » Kitson
- Bill Walsh : FDNY Firefighter / Lieutenant William « Billy » Walsh
- Patti D'Arbanville : Rose Boscorelli, mère de Bosco
- Jeremy Bergman : Charles « Charlie » Yokas, fils de Faith et Fred
- Lonette McKee : Maggie Davis, mère de Ty
- James Rebhorn : NYPD Captain « Stick » Elchisak
- P.J. Morrison : Emily Yokas
- Kristopher Scott Fiedell : Joseph « Joey » Doherty, fils de Kim et Jimmy
- Eva LaRue : NYPD Officer Brooke Doherty : seconde femme de Jimmy
- Lisa Vidal : Dr Sarah Morales
- Wendell Pierce : NYPD Officer Conrad « Candyman » Jones
- Nick Chinlund : NYPD Detective Tancredi
- Ernest Mingione (en) : NYPD Lieutenant Kowalski
- Jon Seda : Mateo « Matty » Caffey, frère de Bobby

## Épisodes

### Épisode 1:Bienvenue à Camelot
- États-Unis : 23 septembre 1999 sur NBC
- France : 7 septembre 2001 sur France 2
- Belgique : date inconnue sur RTL9 et RTL-TVI
- Québec : date inconnue sur Séries+

- James Rebhorn : Capitaine Elchisak
- Monica Trombetta : Dana Murphy
- Michael Rispoli : Jerry Mankowicz

### Épisode 2:Dure journée
- États-Unis : 26 septembre 1999 sur NBC

- Kathrine Narducci : Jayme Mankowicz
- Michael Rispoli : Jerry Mankowicz
- John Rothman : Ross Green
- Annie Golden : Amber Gastin

### Épisode 3:Œil pour œil
- États-Unis : 3 octobre 1999 sur NBC

- James Rebhorn : Capitaine Elchisak
- Dan Moran : Clown Guy

### Épisode 4:Comme un lundi
- États-Unis : 10 octobre 1999 sur NBC

- Catherine Dent : Doris Fontaine
- Mary Kay Adams : Katherine Zambrano
- Paul Michael Valley : Edgar Fontaine

### Épisode 5:Guerre de Quartier
- États-Unis : 31 octobre 1999 sur NBC

- Lisa Vidal : Dr. Sara Morales
- Brian Tarantina : James French
- Rafael Báez : Caesar Dominguez
- Lizette Carrion : Sylvia Enrique

### Épisode 6:Problème résolu
- États-Unis : 7 novembre 1999 sur NBC

- Lonette McKee : Maggie Davis
- Jon Seda : Matty Caffey
- Ritchie Coster : Rudy
- Michelle Robinson : Chrissy
- Nathalie Nicole : 'Sunny' / Julie Burke

### Épisode 7:Impulsions
- États-Unis : 14 novembre 1999 sur NBC

- Lonette McKee : Maggie Davis
- Monica Trombetta : Dana Murphy
- Jon Seda : Matty Caffey
- Richard Hamilton (en) : Frank 'Bobo' Williams
- Gabriel Carpenter : Jason 'Easy T' Evans

### Épisode 8:Une seconde chance
- États-Unis : 21 novembre 1999 sur NBC

- James Rebhorn : Capitaine Elchisak
- Matt Ross : Leonard
- Ruben Santiago-Hudson : Det. Wolfort, NYPD
- Lonette McKee : Maggie Davis
- Chris Bauer : Fred Yokas
- N'Bushe Wright : Brenda

### Épisode 9:Descente de police
- États-Unis : 28 novembre 1999 sur NBC

- Ossie Davis : Mr. Parker
- Lisa Vidal : Dr. Sara Morales
- Monica Trombetta : Dana Murphy
- Jon Seda : Matty Caffey
- Ernest Mingione : Desk Lt. Kowalski, NYPD
- Sophie K. : Tina

### Épisode 10:Pris au piège
- États-Unis : 10 janvier 2000 sur NBC

- J.K. Simmons : Frank Hagonon
- David Vadim : Jack
- Lonette McKee : Maggie Davis
- Chris Bauer : Fred Yokas

### Épisode 11:Seul au monde
- États-Unis : 17 janvier 2000 sur NBC

- Wendell Pierce : Officier Conrad 'Candyman' Jones
- Lonette McKee : Maggie Davis
- Jon Seda : Matty Caffey

### Épisode 12:Les Montagnes de l'Himalaya
- États-Unis : 24 janvier 2000 sur NBC

- Wendell Pierce : Officier Conrad 'Candyman' Jones
- Laila Robins : Sharon Reiner
- Aunjanue Ellis : Gail Moore
- Ray Aranha : Barnett Freeman

### Épisode 13:Comme des frères
- États-Unis : 7 février 2000 sur NBC

- Wendell Pierce : Officier Conrad 'Candyman' Jones
- Lonette McKee : Maggie Davis
- Jon Seda : Matty Caffey
- Socorro Santiago : Mrs. Caffey
- Pamela Isaacs : Denny

### Épisode 14:Chasse à l'homme
- États-Unis : 14 février 2000 sur NBC

- Chris Bauer : Fred Yokas
- Yancy Butler : Treva
- Aunjanue Ellis : Gail Moore
- Samantha Buck : Vangie Sundstrom

### Épisode 15:Bavure policière
- États-Unis : 21 février 2000 sur NBC

- Chris Bauer : Fred Yokas
- Yancy Butler : Treva
- Samantha Buck : Vangie Sundstrom

### Épisode 16:Graines de tueurs
- États-Unis : 28 février 2000 sur NBC

- Eugene Byrd : Nathaniel 'Puppet' Ryder
- Jack Gwaltney : Tommy Doherty
- James Hanlon : Larry
- Eva LaRue : Brooke
- Gordon Joseph Weiss : Larry

### Épisode 17:L'Attente
- États-Unis : 20 mars 2000 sur NBC

- Ronald Guttman : Dominic Robert
- Bill Walsh : Jeff Wilson
- James Shanklin : agent service secret

### Épisode 18:Cas de conscience
- États-Unis : 10 avril 2000 sur NBC

- Wendell Pierce : Officier Conrad 'Candyman' Jones
- Chris Bauer : Fred Yokas
- Nahanni Johnstone : Nicole
- David Fonteno : Capitaine Haynes

### Épisode 19:Seule dans la ville
- États-Unis : 17 avril 2000 sur NBC

- James Handy : père Goodwin
- Will Arnett : Kenny
- Nahanni Johnstone : Nicole
- Michael Port : Haffley
- Lea Michele : Sammi
- Samantha Buck : Vangie Sundstrom

### Épisode 20:Mauvais traitements
- États-Unis : 24 avril 2000 sur NBC

- Patti D'Arbanville : Rose Boscorelli
- Nahanni Johnstone : Nicole
- Eva LaRue : Brooke
- Jade Yorker : Malcolm Lewis

### Épisode 21:L'Esprit de famille
- États-Unis : 15 mai 2000 sur NBC

- Peter Gerety : Bernie Peterson
- Nahanni Johnstone : Nicole
- Kelly Cole : Rudy

### Épisode 22:Dans le feu de l'action
- États-Unis : 22 mai 2000 sur NBC

- Elizabeth Lawrence  : Mary Stiverson
- Eva LaRue : Brooke
- Michael Port : Haffley